# Eugeniusz Strzelczyński
Eugeniusz Strzelczyński (ur. 2 grudnia 1917 w Koninie, zm. 13 grudnia 1986) – podpułkownik, oficer aparatu bezpieczeństwa PRL i Milicji Obywatelskiej.

## Życiorys
Był synem Franciszka i Marii Strzelczyńskich. Służbę w aparacie bezpieczeństwa rozpoczął 15 października 1945 jako młodszy oficer w Wojewódzkim Urzędzie Bezpieczeństwa Publicznego w Poznaniu. Po ukończeniu trzymiesięcznego kursu w CS MBP w Łodzi i sześciomiesięcznego kursu w CW MBP w Legionowie w 1952 został szefem PUBP w Radomiu. W 1957 przeniesiony do pracy w Komendzie Wojewódzkiej Milicji Obywatelskiej w Kielcach na stanowisko naczelnika wydziału. Pracę zakończył w 1978 jako inspektor wydziału KW MO w Kielcach.
W 1946 w stopniu starszego sierżanta odznaczony Brązowym Krzyżem Zasługi.